# Массамба-Деба, Альфонс
Альфонс Массамба-Деба (фр. Alphonse Massamba-Débat; 1921, Нколо — 1977, Браззавиль) — конголезский социалистический политик и государственный деятель, глава государства в 1963—1968 годах. Участник антиколониального движения. После свержения президента Юлу в 1963 — президент Республики Конго. Проводил социалистический курс во внутренней и внешней политике. Свергнут в результате военного восстания в августе 1968. В марте 1977 обвинён в заговоре и убийстве президента Нгуаби, арестован и расстрелян. Реабилитирован в 1991 году.

## Происхождение и работа. Начало политической деятельности
Родился в селении Нколо, выходец из народности лари, близкой к баконго. Получил специальность учителя в протестантской миссии Браззавиля. С 14 лет работал учителем в Чаде. Вступил там в антиколониалистскую Прогрессивную партию. Политические взгляды Альфонса Массамба-Деба соединяли элементы африканского социализма и марксизма.
В 1948 году Альфонс Массамба-Деба вернулся в Конго. Работал учителем, затем директором школы. Состоял в Конголезской прогрессистской партии, видным деятелем которой был Фюльбер Юлу. Вместе с Юлу в 1956 году Массамба-Деба учредил Демократический союз защиты африканских интересов, выступавший за независимость Конго. В 1959 он стал министром образования в автономной администрации и возглавил законодательное собрание.

## Приход к власти. Политический курс
После провозглашения независимости Конго в 1960 году Альфонс Массамба-Деба занял пост министра планирования в правительстве президента Юлу. Однако он серьёзно конфликтовал с президентом, поскольку придерживался левых политических взглядов и протестантской этики. В мае 1963 Массамба-Деба подал в отставку с правительственного поста.
Спустя три месяца, в августе 1963 Фюльбер Юлу был свергнут в результате массовых протестов и военного мятежа. Новое временное правительство возглавил Альфонс Массамба-Деба. 19 декабря 1963 он был избран президентом Конго на безальтернативных выборах. В августе 1964 под его руководством была учреждена правящая единственная партия Национальное движение революции.
Администрация Массамба-Деба проводила политику централизации, огосударствления и директивного планирования, внешней ориентации на маоистский Китай, СССР и Кубу. Были прерваны дипломатические отношения с США, Массамба-Деба встретился с Че Геварой. В Браззавиле базировался кубинский военный контингент.
Центром политических решений являлась неформальная «Группа Мпила», объединившая ведущих марксистских идеологов и технократов (видную роль в ней играл, в частности, премьер-министр и будущий президент Паскаль Лиссуба). Политика Массамба-Деба приобретала выраженные репрессивные черты. В правящей партии было создано военизированное крыло для подавления оппозиции. В феврале 1965 по решению «Группы Мпила» были убиты председатель Верховного суда Жозеф Пуабу, главный прокурор Лазар Матсокота и директор государственного информагентства Ансельми Массуеме, заподозренные в заговоре против президента.

## Политический кризис 1968. Свержение и отставка
Первоначально Массамба-Деба пользовался широкой популярностью в стране. Этому способствовали успехи Конго в индустриализации и развитии социальной инфраструктуры: постройка крупных промышленных предприятий, школ, колледжей, медицинских учреждений. Но очевидное стремление президента к единоличной диктатуре, его этноклановые приоритеты и репрессии породили широкую оппозицию. Центр её возник в военной среде, вокруг командира первого в конголезской армии парашютно-десантного батальона капитана Мариана Нгуаби. В июне—июле 1966 десантники предприняли попытку государственного переворота, подавить которую удалось только с помощью кубинских войск.
12 января 1968 Альфонс Массамба-Деба отстранил премьер-министра Амбруаза Нумазалая (ранее был отправлен в отставку Паскаль Лиссуба) и принял на себя непосредственное руководство правительством. Монополизация власти вызвала резкие протесты. 29 июля 1968 по приказу президента был арестован капитан Нгуаби. Ответом стал военный мятеж сторонников Нгуаби, поддержанных племенными оппонентами баконго с севера страны и сторонниками аббата Юлу.
Подавить выступление вооружённой силой не удалось. 31 июля пришлось освободить Нгуаби. 2 августа атака мятежников в Браззавиле освободила политзаключённых. Массамба-Деба объявил о роспуске Национального собрания, покинул столицу и укрылся в родных местах. 4 августа капитан Нгуаби предложил президенту переговоры. На следующий день было сформировано новое правительство — Национальный совет революции под председательством Нгуаби. Массамба-Деба вошёл в состав Совета в качестве рядового члена.
4 сентября 1968 Альфонс Массамба-Деба вышел из Национального совета революции и сложил все властные полномочия.

Ход событий, цинизм совершённых действий заставляют меня констатировать, что мои честность и добросовестность оказались обмануты… Всё это делается группой политиков под прикрытием нашей армии.

Альфонс Массамба-Деба, 3 сентября 1968

31 декабря 1968 года председатель Национального совета революции Мариан Нгуаби был провозглашён президентом. Политический курс Нгуаби в принципе развивал тенденции предыдущего правления, но в ещё более радикальном и жёстком варианте. Кроме того, во внешней политике была осуществлена переориентация с КНР на СССР.

## Убийство президента Нгуаби. Арест и казнь
Через год с небольшим после отставки, 16 октября 1969 года, Альфонс Массамба-Деба был арестован по обвинению в организации убийства Пуабу, Матсокоты и Массуеме. Суд оправдал экс-президента, после чего Массамба-Деба вернулся в родную деревню и полностью отошёл от политики.
В начале марта 1977 года, в обстановке всеобщего кризиса, Альфонс Массамба-Деба направил президенту Нгуаби письмо с предложением уйти в отставку. 18 марта 1977 Нгуаби был убит группой капитана Кикадиди. В тот же день новые власти арестовали Массамба-Деба и обвинили его в руководстве заговором и организации убийства президента. Военный трибунал, проведённый в ускоренном режиме, приговорил Альфонса Массамба-Деба к смертной казни. 25 марта 1977 он был расстрелян.
Причастность Массамба-Деба к заговору (не говоря о руководстве) никогда не была доказана. Существуют серьёзные предположения, что обвинение и казнь экс-президента инспирировались реальными организаторами убийства, дабы остаться в тени.

## Реабилитация и память
В 1991 году Национально-государственная конференция политически и юридически реабилитировала Альфонса Массамба-Деба (как и Фюльбера Юлу). Однако место его захоронения сохраняется властями в тайне.
Имя Альфонса Массамба-Деба присвоено стадиону в Браззавиле. В марте 2017 родные, друзья и единомышленники Массамба-Деба провели траурное собрание к 40-летию его смерти. Отмечались искренняя убеждённость, честность, скромность и аскетичность второго президента, его «забытость» в истории Конго характеризовалась как незаслуженная и несправедливая.
Альфонс Массамба-Деба был женат, в браке с Мари Массамба-Деба (Нсона) имел девятерых детей.